# パーソルキャリア
パーソルキャリア株式会社（英：PERSOL CAREER CO., LTD.）は、転職支援、求人情報、アウトソーシングなどを手掛ける、総合人材サービス会社で、パーソルホールディングス株式会社の子会社である。
2017年6月までは株式会社インテリジェンスとしていた。

## 概要
求人メディア事業に強い株式会社学生援護会と事業の相互補完をする目的で、2006年7月1日に学生援護会を吸収合併。同事業ではリクルートに次ぐ規模となった。
合併直前までは創業メンバーの一人である前取締役会長の宇野康秀が33.11%の株式を保有する筆頭株主であった。宇野が、父親の死に伴いUSEN（旧・大阪有線放送社→有線ブロードネットワークス）の株式と経営を引き継いだことから、USENとは兄弟会社と言われていた。
学生援護会との合併に際して、USENが学生援護会の筆頭株主であったカーライル・ジャパン・パートナーズLPから学生援護会株式の40.01%を取得したため、合併によりUSENが第2位の株主 (17.45%) となった。さらに、2006年7月27日にUSENは筆頭株主の宇野康秀から当社株式21.57%も取得。USENが40.04%の株式を保有することとなり、USENグループ入り。2008年9月30日には、株式交換によりUSENの完全子会社となった。
しかし、2010年6月18日に米大手プライベートエクイティファンドのコールバーグ・クラビス・ロバーツ（KKR）系ファンド傘下の企業・株式会社メティスに、全株式を325億円で譲渡することが発表され、7月29日に株式の譲渡が完了し、USENグループから離れた。
2013年3月26日に人材サービス大手のテンプホールディングス（現・パーソルホールディングス）がコールバーグ・クラビス・ロバーツ（KKR）から総額680億円で買収することで合意したと発表。同年4月26日に株式取得手続きが完了し、テンプグループ（現・PERSOLグループ）の一員となった。
グループ入り後は2017年1月までに人材派遣事業を順次グループ会社へ事業譲渡し、以降は転職支援や求人情報を主たる事業として行うようになった。
また、経済産業省によって2024年度に健康経営優良法人に認定されている。

## 事業内容
- 転職メディア
  - doda（デューダ）
- 人材紹介
  - dodaエージェントサービス - 正社員としての就職を前提としたサービス
  - doda X - ハイクラス人材向け
  - EXECUTIVE AGENT - エグゼクティブ層・各種スペシャリスト職専門
  - Bilingual Recruitment Solutions - バイリンガル人材向け
  - クリーデンス - ファッション・アパレル業界専門
- 新卒紹介 - 本事業は株式会社ベネッセホールディングスとの合弁会社である株式会社ベネッセi-キャリアが運営
  - dodaキャンパス - 成長支援&逆求人型就活サービス
  - doda新卒エージェント - 新卒生専門人材派遣サービス
- 障がい者
  - dodaチャレンジ - グループの特例子会社・パーソルダイバース株式会社(旧パーソルチャレンジ株式会社)が運営
- その他
  - HiPro - プロフェッショナル人材の総合活用支援ブランド。経営支援サービス「HiPro Biz」（旧:i-common）、IT・テクノロジー領域特化型エージェントサービス「HiPro Tech」（旧:i-common tech）、マッチングプラットフォームサービス「HiPro Direct」の3つで構成されている。
  - Loino - 地方特化型副業マッチングプラットフォーム
  - CAREER POCKET - 新しい環境ではたらき始める方向け
  - JobQ - 就職・転職相談プラットフォーム（子会社の株式会社ライボが運営）
- 法人向けリファラル採用支援
  - MyRefer - 人材採用活動支援Webサービス
- 法人向け採用・経営支援
  - FLEXSHION - ファッション業界専門の業務委託人材マッチングサービス
  - エクスチーム - フリーランス・副業人材の管理システム
  - HR forecaster - 求人要件作成支援サービス
  - AUBA - ビジネスマッチングプラットフォーム（グループ会社のパーソルイノベーション株式会社が運営）
- コンテンツ
  - techtekt - 当社のエンジニアリング系の組織や人材に関する情報発信メディア
  - TECH Street - IT勉強会・セミナー・インタビューなどを紹介するWebメディア

### 過去の事業
- アルバイト向けサービス
  - an（アン） - 学生援護会から引き継いだアルバイト情報メディア。2019年11月25日をもって撤退[5]。
  - LINEバイト - LINE株式会社との合弁会社であるLINEバイト株式会社が運営していた（サービス自体は継続中）。
- 転職メディア
  - サリダ - 学生援護会から引き継いだ女性向け転職情報誌（のちネットサービスとしても展開）。

## 沿革
- 1956年3月 - 学生援護会創業
- 1958年8月 - 機関誌「学生タイムズ」創刊
- 1967年2月 - 「アルバイトニュース速報（現：「an」）」創刊
- 1989年
  - 1月 - 転職情報誌「DODA」創刊
  - 6月 - 株式会社インテリジェンスとして創業
  - 7月 - 女性のための求人情報誌「salida」創刊
- 1993年4月 - 進路適性診断事業開始
- 1994年10月 - 「DODA転職フェア」スタート
- 1995年1月 - 人材派遣サービス開始
- 1997年
  - 3月 - 人材紹介サービス開始
  - 10月 - ITエンジニア派遣、ITアウトソーシングサービス開始
- 1999年7月 - モバイル版アルバイト求人サイト「モバイルan」サービス開始
- 2000年7月 - アルバイト求人サイト「WEB an」サービス開始、エグゼクティブサーチ サービス開始
- 2001年6月 - 株式会社クリーデンス設立
- 2005年
  - 2月 - フリーペーパー「アルバイトニュース」創刊
  - 10月 - システム開発サービス開始
- 2006年7月 - 株式会社 学生援護会と経営統合
- 2007年
  - 1月 - 人材紹介と求人情報を融合した「DODA」サービス開始
  - 4月 - 中国での人材紹介に進出　上海創価人材服務有限公司に資本参加
- 2008年1月 - エンジニアに特化した求人サイト「DODAエンジニア」サービス開始
- 2009年7月 - 障がい者採用支援「DODAチャレンジ」サービス開始、看護師採用支援「DODAナース」サービス開始
- 2010年
  - 4月 - 株式会社BPOソリューションズ設立、再就職支援サービス開始
    - 株式会社BPOソリューションズは2014年4月に株式会社インテリジェンスビジネスソリューションズへ吸収合併され解散[6]。株式会社インテリジェンスビジネスソリューションズは2017年7月にパーソルプロセス&テクノロジー株式会社へ商号変更する。

  - 6月2日 - コールバーグ・クラビス・ロバーツが特別目的会社株式会社メティスを設立[7]
  - 7月1日 - 株式会社ECパートナーズ設立。
  - 7月7日 - 株式会社インテリジェンスホールディングス設立[8]。
  - 7月29日 - KKRグループのポートフォリオカンパニーとなる。
  - 10月 - 株式会社インテリジェンスHITO総合研究所設立
- 2011年10月 - 顧問による経営アドバイザーサービス「i-common（アイコモン）｣開始、インテリジェンス中国とSMC・アンカーグループが経営統合
- 2012年4月 - 親会社の株式会社インテリジェンスホールディングス[注 1]へグループ管理業務を会社分割により継承。インテリジェンスの子会社はインテリジェンスホールディングスの子会社となる[9]。
- 2013年
  - 4月
    - ICTアウトソーシング事業を会社分割により株式会社インテリジェンスビジネスソリューションズ（現・パーソルプロセス&テクノロジー株式会社）へ承継[10]。
    - テンプホールディングス株式会社（現・パーソルホールディングス株式会社）がコールバーグ・クラビス・ロバーツ（KKR）などから、株式会社インテリジェンスホールディングスの全株式を取得、テンプグループ（現・PERSOLグループ）入りする[3]。

  - 10月 - 子会社の株式会社インテリジェンス エグゼクティブサーチと株式会社ECパートナーズを吸収合併し、「キャリアディビジョン インテリジェンス エグゼクティブサーチ」と「派遣ディビジョン ECパートナーズ事業」の2つのサービス組織を新たに発足[11]。
- 2014年10月
  - 北海道及び中部・関西・中国・九州地方における一部の派遣事業を地域・業種ごとにテンプグループ内のテンプスタッフ株式会社、テンプスタッフ・ピープル株式会社、テンプスタッフ福岡株式会社へそれぞれ事業譲渡[12]（なお、テンプスタッフ・ピープル株式会社は2016年7月に、テンプスタッフ福岡株式会社は2018年10月に順次現在のパーソルテンプスタッフ株式会社へ統合）。
  - 「DODAチャレンジ」の運営をこの日の合併により発足した株式会社フロンティアチャレンジ（現・パーソルチャレンジ株式会社）へ事業移管[13]。
- 2015年
  - 4月 - 株式会社ベネッセホールディングスとの合弁会社として、株式会社ベネッセi-キャリアを設立[14]。
  - 7月 - 株式会社クリーデンスを吸収合併し「クリーデンス事業部」を発足[15]。
  - 8月 - 東北地方における派遣事業をグループ会社のテンプスタッフ・カメイ株式会社（現・パーソルテンプスタッフカメイ株式会社）へ事業譲渡[16]。
  - 10月 - 株式会社インテリジェンスホールディングスを吸収合併し、同社が行っていた管理部門の機能等の組織、契約等を承継する[17]。
  - 11月 - 転職サービス「MIIDAS（ミーダス、現在はカタカナ表記の「ミイダス」）」の本格展開を開始[18]。
- 2016年2月 - 首都圏での事務派遣事業を吸収分割によりテンプスタッフ株式会社（現・パーソルテンプスタッフ株式会社）へ継承・統合[19]。
- 2017年
  - 1月 - 派遣部門がグループ会社のテンプスタッフ・テクノロジー株式会社と統合され、パーソルテクノロジースタッフ株式会社が発足する[20]。
  - 7月 - パーソルキャリア株式会社へ商号変更[21]。
  - 9月 - 「公共事業統括部」をグループ会社のパーソルテンプスタッフ株式会社の「アウトソーシング事業本部 公共サービス部」へ統合[22]。
- 2018年
  - 4月 - 旧インテリジェンスホールディングス株式会社が2015年2月にLINE株式会社との共同出資によって設立された株式会社AUBE（現・LINEバイト株式会社）の出資比率が変更（当社51%、LINE株式会社49% → LINE株式会社60%、当社40%）され、LINE株式会社の連結子会社へ移行[23]。
  - 10月 - 転職サービス「DODA」がリブランディングされ、小文字表記の「doda」へ改められる[24]。リブランディングに伴い、「DODA」を冠する関連サービス（「DODAエンジニア」等）も全て小文字表記の「doda」に揃えられる。
- 2019年
  - 1月 - アルバイト・パート採用管理・支援システム「HITO-Manager（ヒトマネジャー）」事業をグループ会社のパーソルプロセス&テクノロジー株式会社へ事業移管[25]。
  - 3月5日 - ハイクラス人材向けのプラットフォーム「iX（アイエックス）」を立ち上げ、サービスの1つである転職サービスの利用登録受付を開始[26]。
  - 3月14日 - キャリア・転職特化型匿名相談サービス「JobQ」を運営する株式会社ライボの全株式を取得し、子会社化する[27]。
  - 4月1日 - パーソルホールディングス株式会社の子会社として設立されたパーソルイノベーション株式会社の発足に伴い、新規事業開発組織「Innovation Lab.」を同社へ事業継承[28]、転職求人サービス「ミイダス」をミイダス株式会社として法人化し、同社の傘下へ移行[29]。
  - 4月26日 - データサイエンティスト学習支援プログラム「Data Ship」のサービスを終了し、オンライン学習支援プログラム以外の全サービスをITイベント情報サイトおよびイベント&コミュニティスペース「TECH PLAY」へ移管[30]。
  - 8月28日 - LINEバイト株式会社の当社保有分の全株式をLINE株式会社へ譲渡し、同社との合弁契約を解消[31]。
  - 10月29日 - 自社のエンジニア関連情報を発信するプラットフォーム「techtekt（テックテクト）」を開設[32]。
  - 11月25日 - アルバイト情報サービス『an』のサービスを終了。LINEバイトへの情報提供も終了した[5]。
  - 11月27日 - IT・テクノロジー人材のための社会人コミュニティ「TECH Street（テックストリート）」を発足[33]。
- 2020年
  - 5月25日 - ～「doda×JobQ」の取り組みについて～を公表[34]。『 これまで「doda」は、主に企業や専門家のみなさまの声を集め、”はたらく”みなさまにお届けしてきました。しかしながら、それだけでは一人ひとり異なる”はたらく”価値観、”はたらく”の「もやもや」に応えるには十分ではないと考えています。 そこで、“はたらく”みなさまのリアルな声を集め、また、その声にお互いが応え、助け合える場を作りたいと思い、「JobQ」との取り組みを始めました。 』[35]。
  - 10月28日 - 人材や仕事に対し、データから給与水準を予測する「Salary Research（サラリーリサーチ）」を発表[36]。
- 2021年
  - 1月18日 - 「Salary Research」のサービス名称を「Salaries（サラリーズ）」へ変更[37]。
  - 5月14日 - 「Salaries」のサービス提供を開始[38]。
  - 10月1日 - グループ間の事業再編に伴って、パーソルイノベーション株式会社から地方特化型副業マッチングプラットフォーム「Loino（ロイノ）」とフリーランス・副業人材の管理システム「エクスチーム」を承継[39]。
  - 11月24日 - 求人要件作成支援サービス「HR forecaster（エイチアールフォーキャスター）」を正式版としてリリース[40]。
- 2022年
  - 5月25日 - プロフェッショナル人材の総合活用支援ブランド「HiPro（ハイプロ）」の展開を開始[41]。
  - 7月7日 - 経営支援サービス「i-common」とフリーランスITエンジニア専門エージェントサービス「i-common tech」を「HiPro」の傘下に集約し、名称を「HiPro Biz」と「HiPro Tech」へ変更[42]。
  - 10月1日 - 連結子会社のシングラー株式会社を吸収合併し、同社が提供していたクラウド型人材分析ツール「HRアナリスト」を「doda」の標準サービスとして提供開始[43]。
  - 10月3日 - 「iX」のサービス名称を「doda X（デューダエックス）」へ変更[44]。
- 2023年4月1日 - グループ会社で外国人材に特化した人材サービスを提供するPERSOL Global Workforce株式会社の全株式を当社親会社のパーソルホールディングス株式会社から取得し、子会社化[45]。
- 2024年10月21日 - 本社を麻布台ヒルズ森JPタワーに移転

## 出身の著名人
- 鎌田和彦（創業者兼元代表取締役社長、オープンハウスグループ取締役副社長）
- 島田亨（創業者、株式会社楽天野球団代表取締役社長）
- 宇野康秀（創業者、USEN-NEXT HOLDINGS代表取締役CEO）
- 藤田晋（株式会社サイバーエージェント創業者・代表取締役社長）
- 佐藤英志（株式会社エスネットワークス創業者・元代表取締役社長、太陽ホールディングス株式会社代表取締役社長）
- 新居佳英（株式会社アトラエ創業者・代表取締役CEO）
- 平井誠人（株式会社Sun Asterisk創業者・元代表取締役グループCEO、株式会社アトラエ創業者）
- 服部裕輔（株式会社Sun Asterisk創業者・元代表取締役社長）
- 日高裕介（株式会社サイバーエージェント専務取締役）
- 高野秀敏（株式会社キープレイヤーズ代表取締役・キャリアコンサルタント）
- 徳永友一（脚本家）
- 三原邦彦（株式会社ビー・スタイル代表取締役）
- 宮崎謙介（自民党・元衆議院議員）
- 田頭弘毅（シドニーオリンピック・ウエイトリフティング日本代表、いわき市議会議員・自民党）

## 提供番組
過去のスポンサー
- 世界に誇る50人の日本人 成功の遺伝子 （日本テレビ系列）（第5回）
- 僕らの音楽（フジテレビ系列）（2013年10月からan名義）
- ジョブレボ!（BSテレビ東京(旧・BSジャパン)）※パーソルグループとして一社提供
- ゲンバビト （TBS系列、CBCテレビ製作）※パーソルグループとして一社提供